# Wildnis-Trail Nationalpark Eifel
Der Wildnis-Trail ist ein 85 km langer Fernwanderweg in der Eifel. Er wurde 2007 vom Nationalparkforstamt angelegt und führt in vier Etappen durch den Nationalpark Eifel. Sein übergreifendes didaktisches Thema ist die von der Nationalparkverwaltung intendierte Rückführung land- und forstwirtschaftlich genutzter Flächen in „Wildnis“; dieser Prozess wird nach Schätzung der Nationalparkverwaltung ab Gründungszeitpunkt des Nationalparks (2004) mindestens eine Generation dauern.
Die Route wurde über bereits vorhandene Straßen, Forst- und Wirtschaftswege sowie vom Eifelverein eingerichtete Wanderwege kartographiert und beschildert.
Der Fernwanderweg, der sich auf Etappe 2 mit Etappe 4 des Eifelsteigs deckt, nimmt folgenden Verlauf:
| Etappe | Start    | Ziel     | Länge   | Dauer  | Höhenmeter |
| ------ | -------- | -------- | ------- | ------ | ---------- |
| 1      | Höfen    | Einruhr  | 24,7 km | 6,5 h  | +483, −743 |
| 2      | Einruhr  | Gemünd   | 20,5 km | 5 h    | +551, −496 |
| 3      | Gemünd   | Heimbach | 22,4 km | 5,5 h  | +427, −547 |
| 4      | Heimbach | Zerkall  | 17,7 km | 4,45 h | +430, −465 |

Der Wanderweg dient neben seinen didaktischen Gesichtspunkten zur Förderung des Tourismus in der Eifel, u. a. auch der am Weg liegenden Unterkünfte, die die Nationalparkverwaltung als geeignet ausgewählt hat (so genannte „zertifizierte Nationalpark-Gastgeber“).

## Die einzelnen Etappen

### Etappe 1

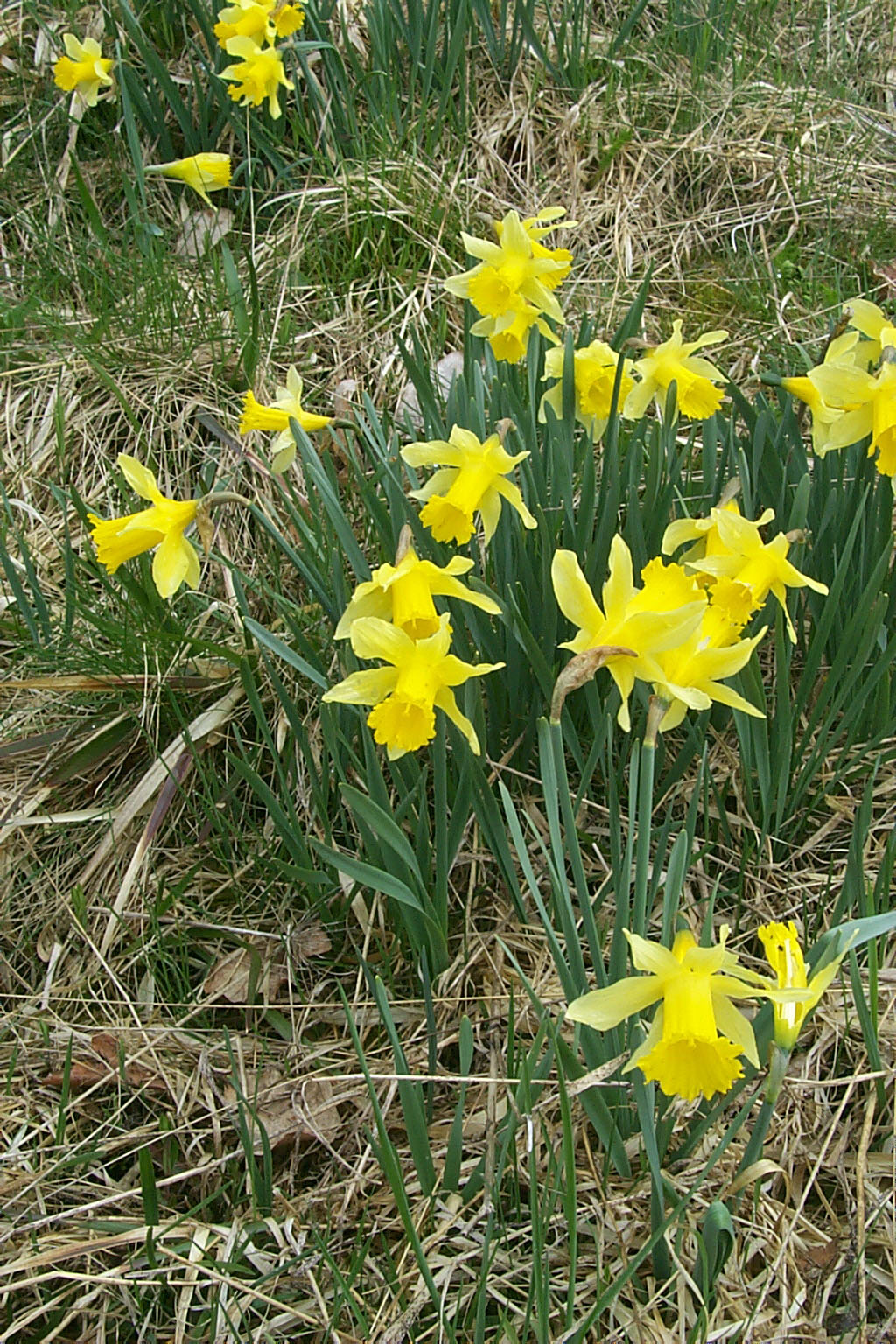
Wilde Gelbe Narzissen im Perlenbachtal

Die erste Etappe ist nach Wegstrecke und Höhenmetern die konditionell anspruchsvollste. Von Monschau-Höfen – „Nationalpark-Tor“ (Dokumentationszentrum mit permanenter Ausstellung) – führt sie bergab nach Süden ins Perlenbachtal, dann bergan entlang an Fuhrtsbach und Döppeskaul. Sie erreicht den höchsten Punkt des Fernwanderweges bei Wahlerscheid, schwenkt dann nach Norden und führt im Wechsel bergab und bergan entlang am Wüstebach ins Tal der Erkensruhr und durch den gleichnamigen Ort nach Einruhr mit dem Aussichtspunkt „Eifelblick“ über den Obersee.
Didaktische Themen auf diesem Abschnitt sind
- die Rückführung von Fichtenwald in natürliche Mischwälder. Sturmschäden am Fichtenwald, die der Orkan Kyrill 2007 angerichtet hat, wurden nicht aufgeräumt, sondern das verwüstete Areal der Natur überlassen („Prozessschutz“). In der Randzone des Nationalparkwaldes im Übergang zum bewirtschafteten Wald soll ein 500 m breiter Übergangsgürtel entstehen, in dem Lücken im Fichtenwald durch Buchenanpflanzungen „durchforstet“ werden.
- Bruch- und Auenwälder an den Bachläufen,
- Narzissen-Wiesen im April, Bärwurz-Wiesen im Sommer.

### Etappe 2

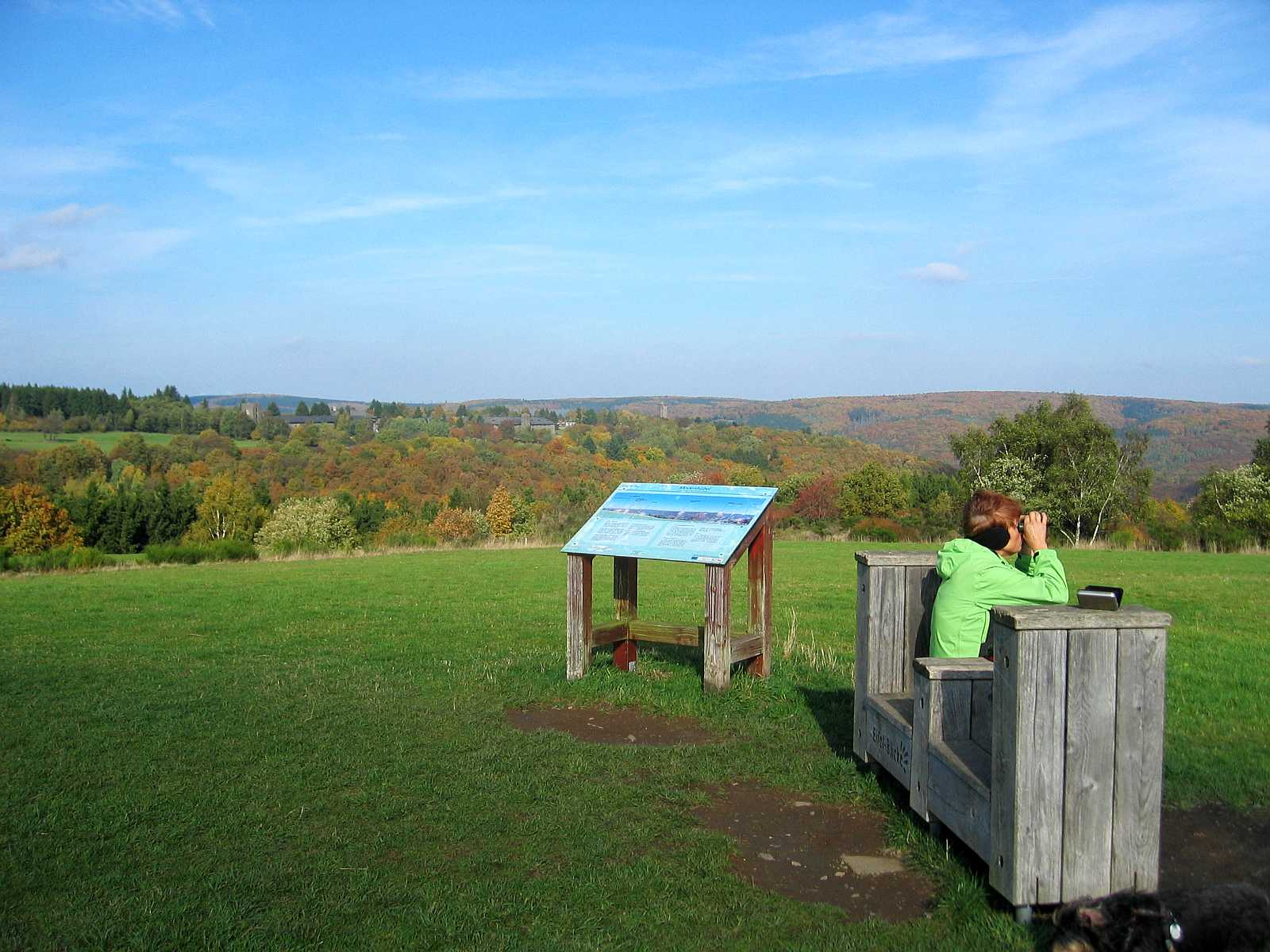
Auf dem Modenhübel (2. Etappe)

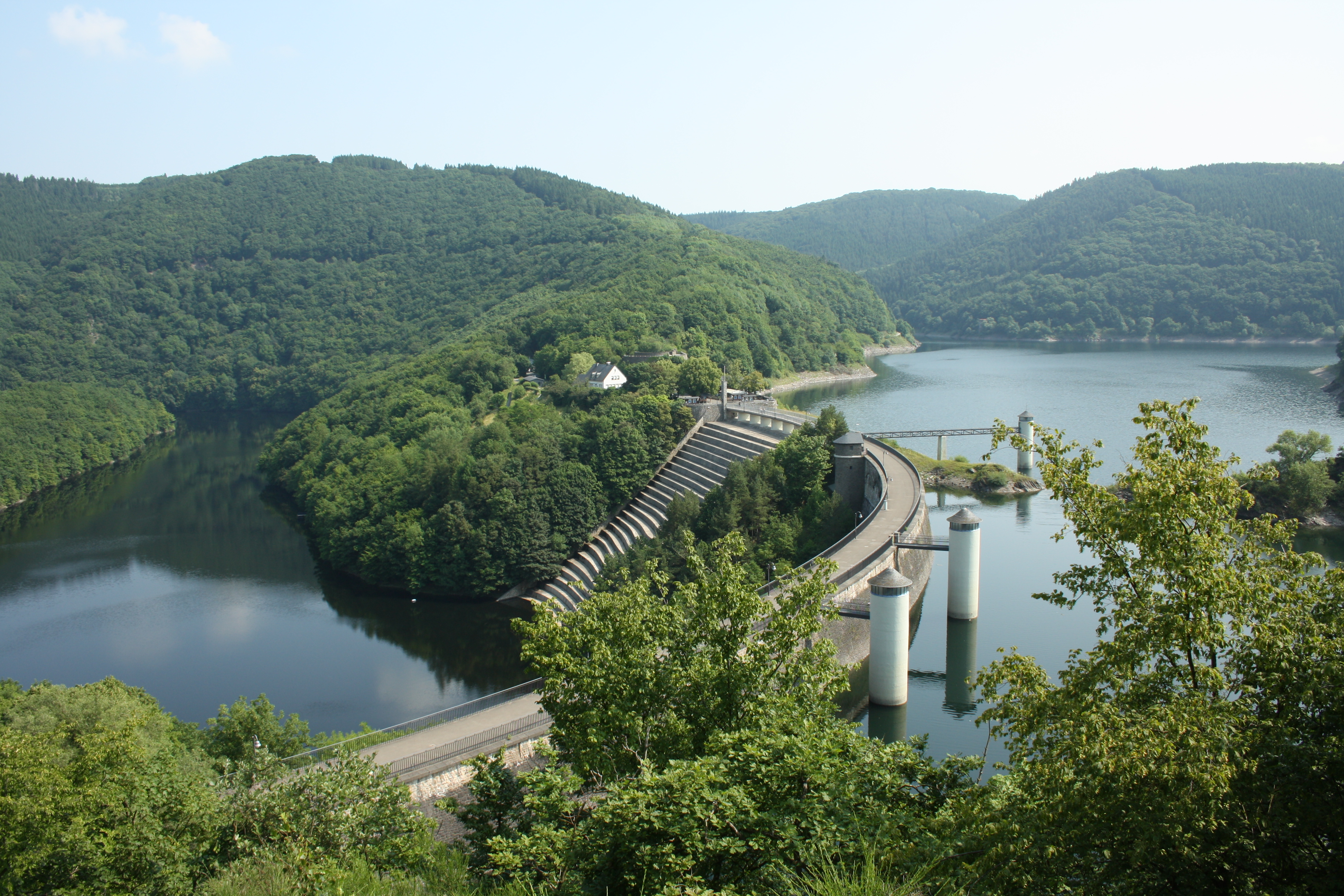
Die Urfttalsperre von Süden aus; links der Obersee, rechts der Urftsee

Diese Wanderung (Start am Nationalpark-Infopunkt Einruhr) führt zunächst am Ostufer des Obersees entlang bis gegenüber Paulushofdamm, dann am Südufer des Sees vorbei zur Urftsperrmauer, die zu ihrer Bauzeit (1905) die höchste Europas war. Im steilen Aufstieg geht es dann auf die Dreiborner Hochfläche (ehemaliger Truppenübungsplatz Vogelsang) zur Wüstung Wollseifen, dem 1946 durch Räumungsbefehl der britischen Truppen verlassenen Dorf. Über das weite Grasland der Dreiborner Hochfläche, auf dem im Frühsommer der Ginster blüht, wandert man zur ehemaligen NS-Ausbildungsstätte (so genannte „Ordensburg“) und bis 2005 vom belgischen Militär benutzten Burg Vogelsang. Nach zwei Aussichtspunkten (Kickley mit Blick auf das Tal der Urft und Modenhübel mit Blick auf den Kermeter und Burg Vogelsang) steigt man ab an die Urft und an deren Südufer vorbei ostwärts nach Gemünd.
- Didaktisches Naturthema dieses Abschnitts ist die Offenlandfläche, auf der bis 2005 die Panzer fuhren. Würde man sie der Natur überlassen, würde sie sich innerhalb von einer Generation wieder bewalden. Um das Grasland mit seiner Tier- und Pflanzenwelt zu schützen, greift die Nationalparkverwaltung auf dieser Fläche („Zone mit Biotop-Management“) mit Maßnahmen (Mahd, Schafbeweidung) ein.
- Burg Vogelsang ist zu einem historischen Lernort (Eigendefinition) über die NS-Vergangenheit sowie die belgische Militär-Ära ausgebaut; die Dokumentation soll in den kommenden Jahren noch erweitert werden.
- Diese Etappe ist – vom etwas verkürzten Einstieg in Einruhr abgesehen – fast deckungsgleich mit der Etappe 4 des Eifelsteiges.

### Etappe 3

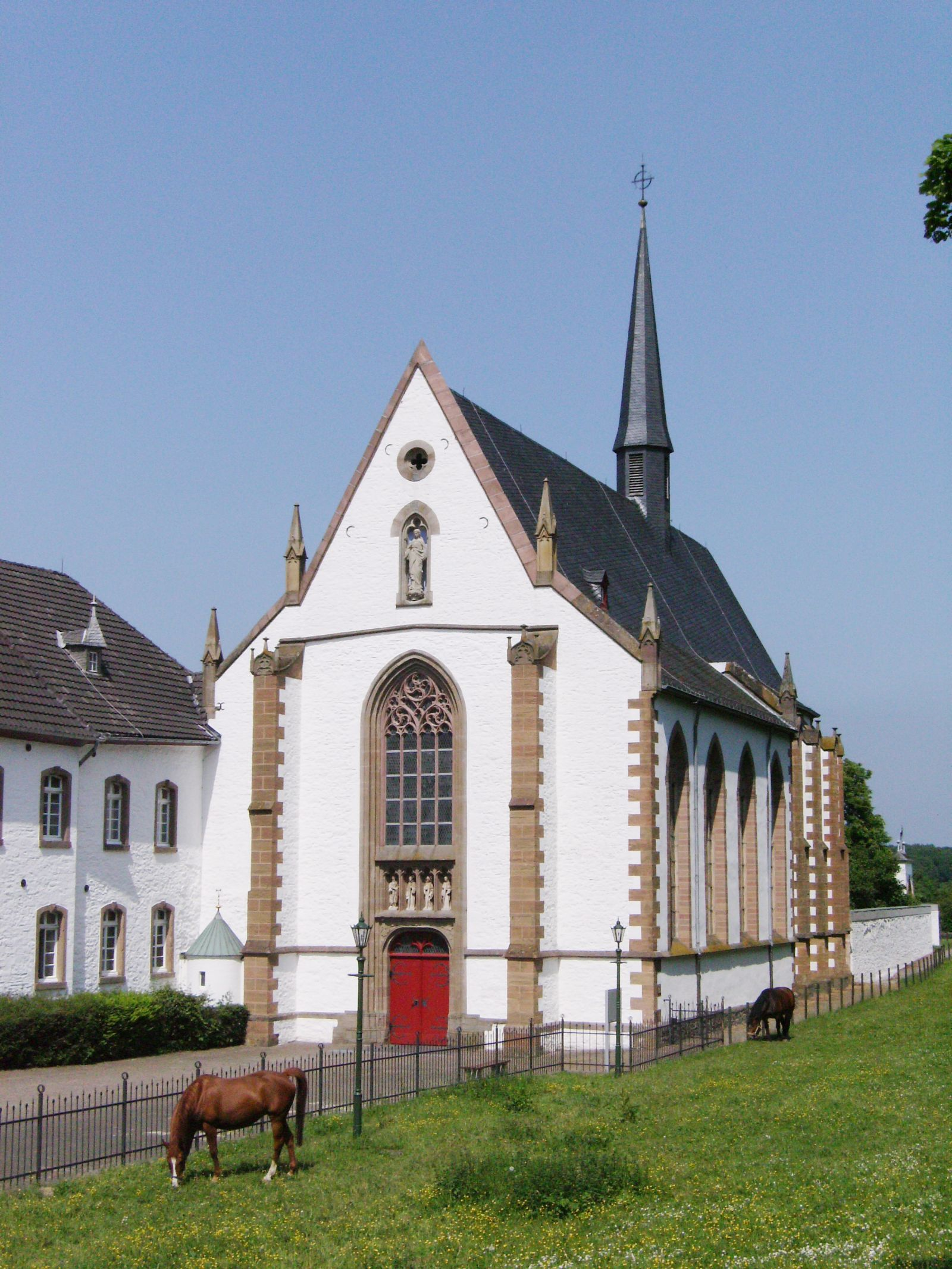
Kirche der ehemaligen Abtei Mariawald

Die dritte Etappe führt vom „Nationalpark-Tor“ Gemünd nach Heimbach (ebenfalls „Nationalpark-Tor“). Zunächst geht es am Nordufer der Urft entlang wieder „zurück“ nach Westen, dann aufwärts durch das Böttenbachtal nach Wolfgarten, am Ostrand des Kermeter-Höhenzugs entlang zum Trappisten-Kloster Abtei Mariawald, dann steil bergab nach Heimbach.
- Didaktisches Thema ist der Buchenwald des Kermeters mit seiner Tier- und Pflanzenwelt. Wenn auch das Logo des Wildnis-Trails suggeriert, eine der ca. 1000 in der Eifel lebenden Wildkatzen zu sichten, die insbesondere in solchen geschlossenen Buchenwäldern Rückzugsgebiete finden, so ist doch in der Regel nicht damit zu rechnen, dass dieses scheue Tier sich zeigt.
- Kulturelle Sehenswürdigkeiten des Fernwanderweges (Abtei Mariawald, Burg Hengebach, Antwerpener Retabel in der Pfarrkirche Heimbach) liegen auf diesem Abschnitt.

### Etappe 4

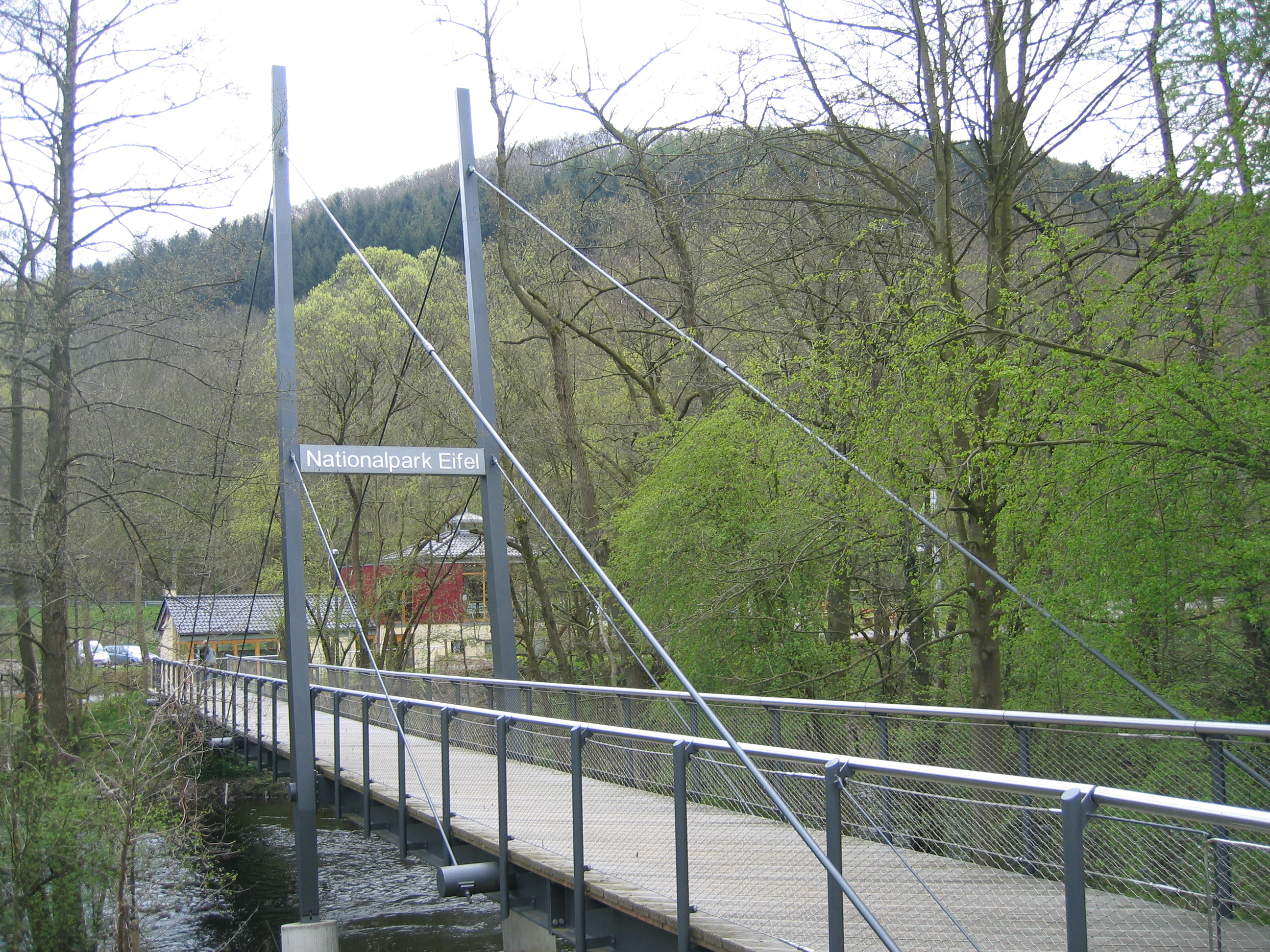
Rurbrücke in Zerkall, Markierung der Grenze des Nationalparks Eifel

Der letzte Abschnitt von Heimbach nach Zerkall (Nationalpark-Infopunkt) ist nach Wegstrecke und Höhenmetern der konditionell anspruchsloseste. Er führt durch die Rureifel nach Norden durch die Eichenwälder des Hetzinger Waldes, dann durch das stille Schliebachtal aufwärts bis kurz vor Schmidt, dann hinunter ins Tal der Kall zum Zielort am Zusammenfluss von Kall und Rur, der mit 175 m der niedrigste Punkt der Wanderung ist.
Didaktisches Thema sind die Eichenwälder des Hetzinger Waldes.
Die Begleitliteratur empfiehlt nach Beendigung des Fernwanderwegs die Besichtigung von Nideggen, das östlich der Rur außerhalb des Nationalparks liegt.